# Régi-új zsinagóga
A Régi-új zsinagóga (Staronová synagoga, Červená u. 2.) Közép-Európa legjelentősebb kora gótikus zsinagógája Prágában, a Zsidó Tanácsháza mögött, a Magas zsinagógával szemben (Červená ulica). Ez az egykori Zsidóváros (Židovské město), a mai Josefov leghíresebb épülete (Idegenvezető).

## Története
1270-ben építették, és ezzel ez Közép-Európa legrégibb fennmaradt zsidó imaháza (Idegenvezető), egyúttal Prága egyik legrégibb műemléke (Szombathy).
Nevének eredete nem egyértelmű. Az egyik koncepció szerint jelenlegi nevét akkor kapta, amikor a szomszédjában egy újabb (azóta lebontott) imahelyet építettek. Egy szellemes magyarázat szerint eredetileg „ideiglenes” zsinagógának nevezhették, és neve az „al-tnaj” kifejezés német „alt-neu” átiratának cseh fordításaként a népetimológia szép példája. A harmadik koncepció szerint egy korábbi épület helyére, illetve alapjaira építették, és ez a korábbi zsinagóga lehetett a „régi” (Szombathy).
A 14. század elején előcsarnokot, a 17. században pedig két adószedő pénztárt toldottak hozzá. A tégla oromfal 15. századi (Barangoló). Az oldalhajót a 18. században építették a nők számára.
Itt tanított, itt prédikált a híres bölcselő Löw rabbi (1512–1609). A legenda szerint a zsinagóga padlásán gyűjtötték össze az általa készített, majd összetört Gólem darabjait is, ahol azok apránként elporladtak.
Prágában ma már csak két zsinagógában tartanak rendszeresen istentiszteletet; ezek egyike a Régi-új zsinagóga (a másik az Újvárosban álló Jubileumi zsinagóga).

## Az épület
Bejárata a déli oldalon nyílik, és szép timpanon koronázza (Szombathy).

### Belső tere

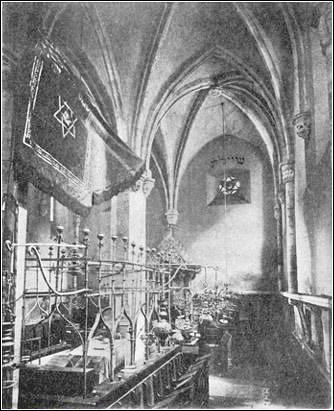
Kép a Jewish Encyclopedia-ból (1901-1906)

A belső tér díszítése és kivitelezése a korábban épült, hasonló jellegű épületekénél hatásosabban jeleníti meg vallásos funkciót. Ezt a célt szolgálja az eredeti épület (a főhajó) ötboltozatos elrendezése is, ami teljesen egyedülálló, és a később épített, hasonló stílusú zsinagógákban sem jelenik meg. A derékszögű boltozat ötös tagolású; ehhez hasonló egyedül a miltenbergi zsinagógáé.
A kéthajós épület falait belülről gótikus oszlopok támasztják. Az egyik ív tetejére függesztett lobogót Dávid-csillag díszíti. Ez a történelmi zászló jelképezte a zsidó közösség jogait – ezeket a jogokat Nagy Ottokár adta, majd a IV. Károly német-római császárként ismert I. Károly, III. Ferdinánd és II. Károly király (VI. Károly császár) is megújította (Szombathy).
Az oszlopok stilizált változatai az Aron Kodesh kődíszítésében is megjelennek. A bima nem emelkedik ki a megszokott módon: ez, továbbá a boltozatok szerkezete és viszonylagos magassága monumentálissá teszi a mindössze 14,3 m * 8,4 m-es teret. A tóraszekrényes oltár a keleti oldalon emelkedik. A szószék (Szombathy) (Almemor) az ortodoxoknál és a szefárdoknál szokásos módon középen emelkedik. A szószék vertvas díszítései 15. századiak (Szombathy).
Az előcsarnokból a nagyterembe vezető kis, boltíves kapu fölé egy szépen kidolgozott szőlőfürtöt véstek, amelyen a 12 szőlőszem Izrael 12 törzsét jelképezi. A belső feleket a 13. századi freskók maradványai között a Zsoltárok könyvéből vett idézetek díszítik (Barangoló).